# Ту-214СР
Ту-214СР — літак-ретранслятор, який був розроблений спеціально для адміністрації президента Російської Федерації.
Літак Ту-214СР являє собою спеціальний літак-ретранслятор, створений на базі звичайного пасажирського Ту-214. На відміну від базової моделі, Ту-214СР оснащений додатковими паливними баками, завдяки яким дальність його польоту збільшена до 10 тисяч кілометрів, системами енергопостачання і радіотехнічним комплексом.

## Особливості модифікації
Зовні Ту-214СР відрізняється від звичайного Ту-214 обтікачем антен у верхній частині фюзеляжу.
Літак вміщує 72 людини, має додаткові системи енергопостачання, пілотується не трьома, як на «класиці», а чотирма льотчиками, дальність польоту збільшена з 7 до 10 тисяч кілометрів (за рахунок установки додаткових паливних баків).
Електроживлення літака посилено, додано чотири генератора, оскільки борт насичений приладами і агрегатами.
Літаки-ретранслятори Ту-214СР створюються шляхом доопрацювання базового літака Ту-214 і установки на них бортових радіотехнічних комплексів зв'язку (БРТКС), основний з яких - ретрансляційний літаковий вузол зв'язку РСУ-214М розробки ВАТ «МНІІРС».
Кількість пасажирських місць, обладнаних прив'язними ременями - 72, включаючи місця для змінного екіпажу (в літаках-прототипах Ту-214СР було тільки 61 місце).

## Спеціальне обладнання
Ту-214СР обладнаний радіотехнічним комплексом, що забезпечує через супутникові системи зв'язок з наземними об'єктами і іншими повітряними суднами. Керівники РФ користуються радіорелейним зв'язком. Однак такий зв'язок працює лише в межах прямої видимості, тому для неї потрібна система наземних радіостанцій, літаків-ретрансляторів і супутників.
Ту-214СР призначений для польотів у північні райони, де проблематично використовувати супутники зв'язку над екватором.
Комплекси спецзв'язку виготовлені Омським радіозавод імені Попова.
Внутрішнє планування літака також зазнало змін. Замість звичних рядів крісел суцільні двері і перегородки. За кабіною пілотів розміщений салон на 12 персон для охорони. Далі три глухих відсіки для операторів і начальника вузла спецзв'язку. За ними розташовані два пасажирських салони для так званої передової групи і журналістів.

## Експлуатація
Перший політ Ту-214СР з бортовим номером RA-64515 відбувся 27 квітня 2008 року, 10 грудня того ж року злетів другий борт — RA-64516, а 1 червня 2009 року дві машини в урочистій обстановці були передані Управлінню справами президента РФ.
Нові Ту-214СР прийшли на зміну застарілим ретрансляторам на базі літаків Іл-18, що експлуатувались спецзагоном понад 40 років.